# Jean Orchampt
Jean Pierre Marie Orchampt (9. prosince 1923 Vesoul – 21. srpna 2021 Angers) byl francouzský římskokatolický duchovní. V letech 1971–1974 zastával úřad pomocného biskupa v montpellierské arcidiecézi, následně v letech 1974–2000 zastával úřad sídelního biskupa angerské diecéze. Roku 2000 byl v 76 letech emeritován. Před svým úmrtím v roce 2021 byl nejstarším žijícím francouzským biskupem.

## Život
Jean Pierre Marie se narodil v roce 1923 ve městě Vesoul, nacházející se v departmentu Haute-Saône v Burgundsku. Po vysvěcení na kněze v roce 1948 působil ve farnostech náležejících besançonskému arcibiskupství. Papež Pavel VI. ho roku 1971 roku jmenoval pomocným biskupem pro montpellierskou arcidiecézi. Pavel VI. jej v roce 1974 povýšil na sídelního biskupa angerské diecéze. Mons. Orchampt v úřadu setrval až do roku 2000. Během působení v Angers se stal třikrát kancléřem Université catholique de l'Ouest. Ve svých 76 letech odešel na odpočinek. Zemřel dne 21. srpna 2021.